# Fermín Bohórquez Escribano
Fermín Bohórquez (Sevilla, 1933-Jerez de la Frontera, 28 de julio de 2016) fue uno de los ganaderos y rejoneadores más importantes de España.

## Familia
Hijo del ganadero Fermín Bohórquez Gómez y padre del rejoneador Fermín Bohórquez Domecq. En su familia son varios los miembros que se dedican al toro, destacando su hijo Fermín Bohórquez.

## Trayectoria

### Rejoneador
Debutó en 1959 en Ubrique, aunque hasta dos años más tarde no se hizo profesional. En 1993 se retiró de los ruedos.
Algunos de los datos más llamativos de su carrera fue su participación en más de 800 espectáculos y festivales taurinos, toreando un máximo de 50 corridas en una temporada. Toreó durante veinte años en la Feria de San Isidro de Madrid de manera consecutiva.

### Ganadero
La ganadería de toros de lidia de Fermín Bohórquez se fundó en 1940 por Luis Vallejo Alba, más tarde, en el año 1946 la familia Bohórquez la adquirió, tras diversos cruces se creó, en 1951, el hierro que heredó Fermín Bohorquez Escribano en 1974. Los toros se crían en fincas en Jerez de la Frontera, Alcalá de los Gazules y Arcos de la Frontera.

## Galardones
Entre otros muchos, destacan
- El premio "Jerezanísimo Especial 2010"[7]
- La Gran Cruz de Beneficencia
- La Medalla de Plata de Cantabria